# مسجد بلال الحبشي
مسجد بلال الحبشي، هو مسجد تاريخي صغير بإسم الصحابي بلال بن رباح، يقع في طرسوس بمحافظة مرسين، تركيا، بني في القرن السادس عشر.

## التاريخ
وفقًا للوثائق العثمانية، تم إنشاء مؤسسة تحمل إسم بلال بن رباح (580-640 م)، المعروف أيضًا بإسم مسجد بلال الحبيشي في عام 1519.

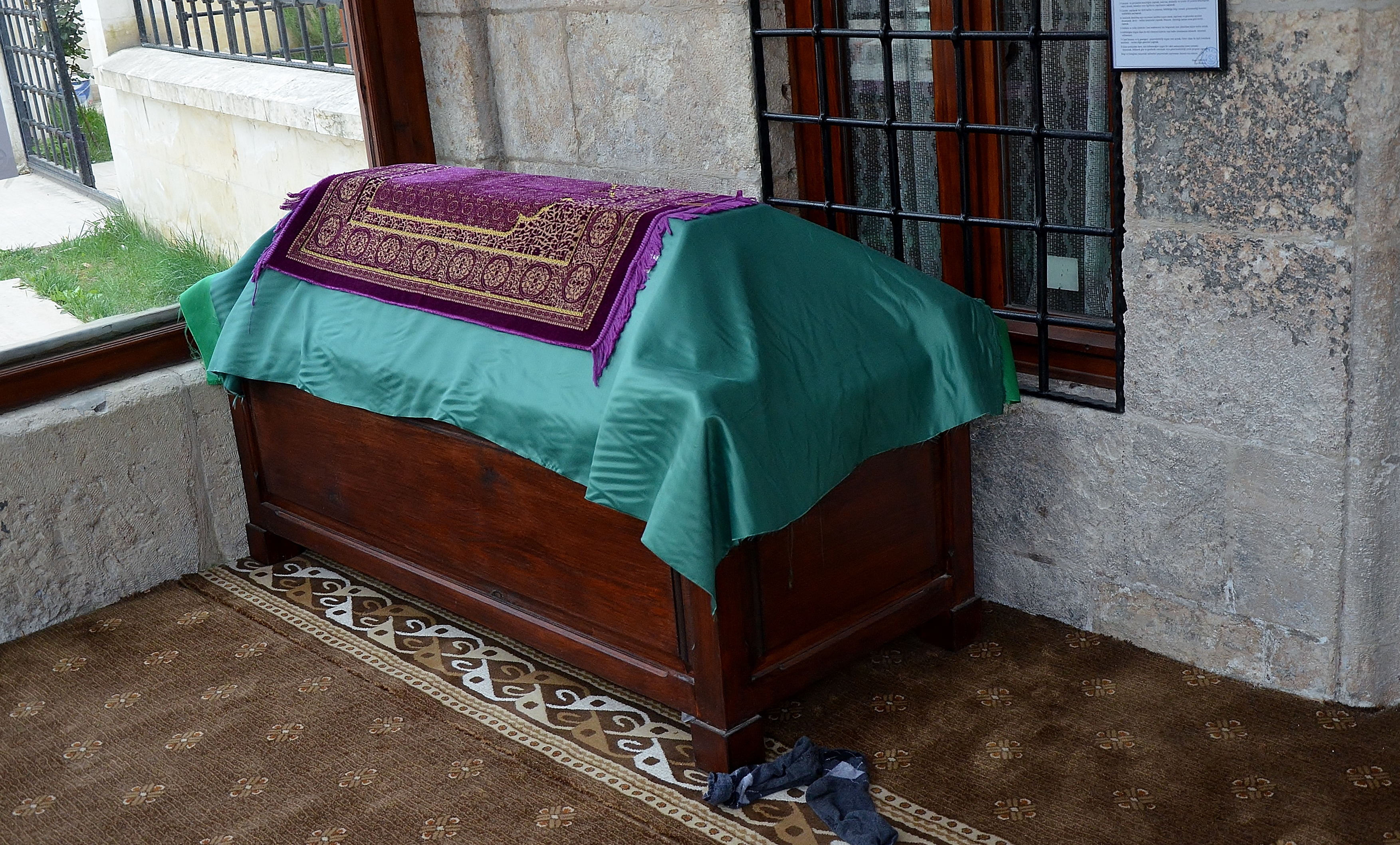
صورة: تابوت في رواق مسجد بلال بن رباح في تركيا

وكان بلال من أكثر الصحابة ثقة وإخلاصًا للنبي محمد، ويُعتقد أن بلال الحبشي ذهب إلى طرسوس أثناء زيارته للأماكن التي تم فتحها في عهد الخليفة عمر بن الخطاب (حكم من 634 إلى 644)، وأدى الصلاة في الموقع الذي يقع فيه المسجد اليوم.